# Perisama philinus
Perisama philinus är en fjärilsart som beskrevs av Doubleday 1849. Perisama philinus ingår i släktet Perisama och familjen praktfjärilar. Inga underarter finns listade i Catalogue of Life.

## Bildgalleri

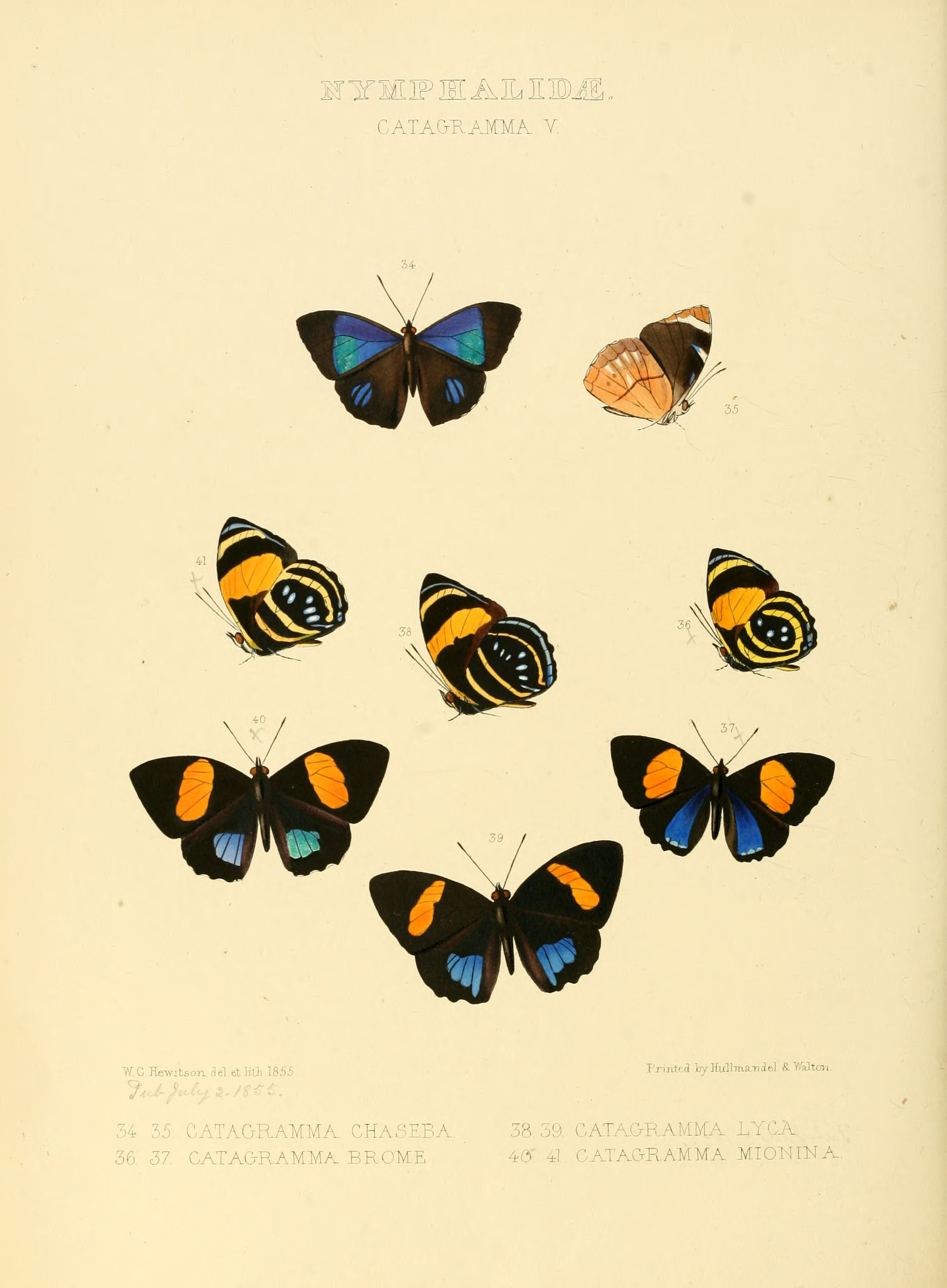
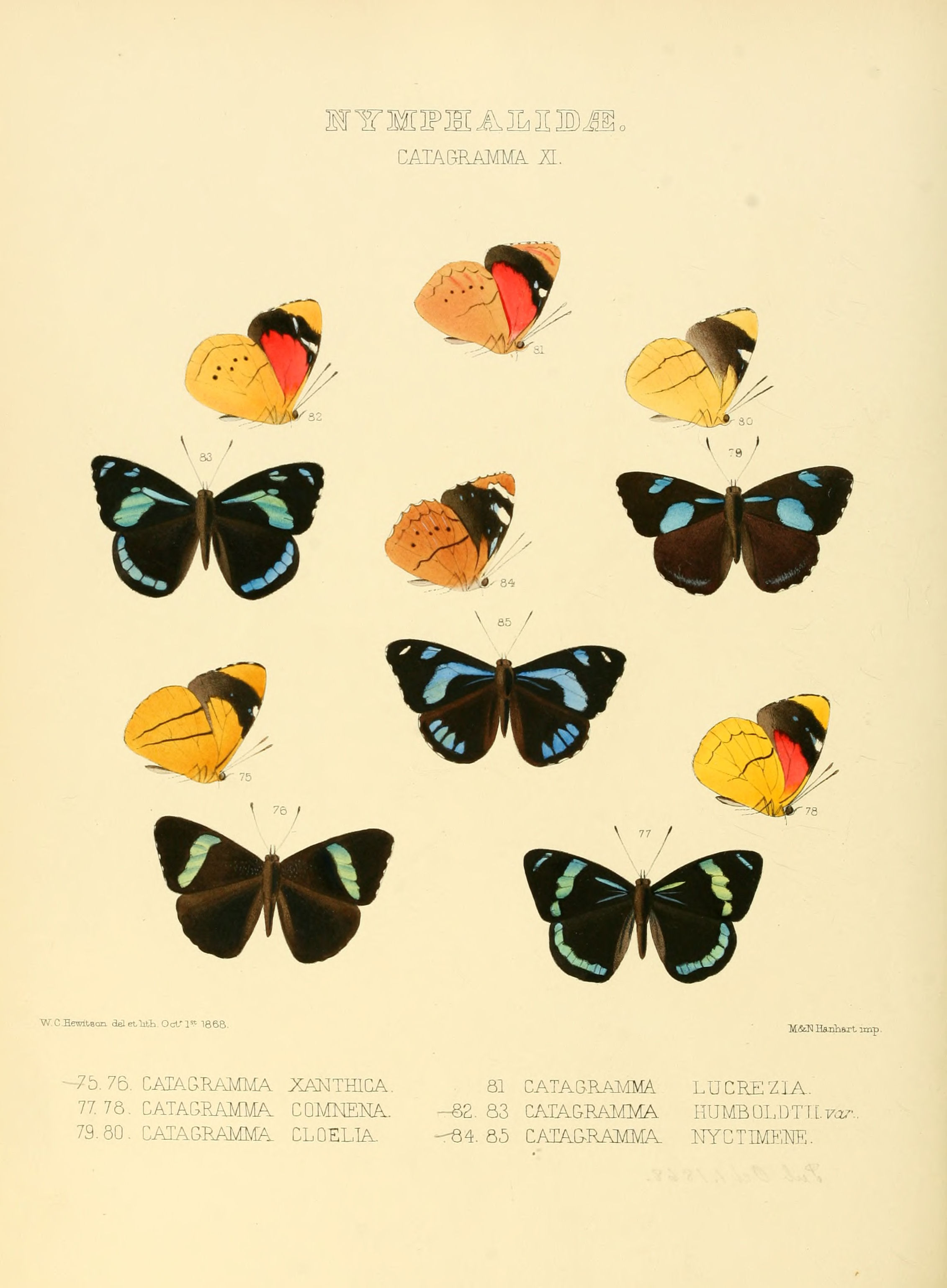